# Veronica serpyllifolia subsp. serpyllifolia
Veronica serpyllifolia subsp. serpyllifolia é uma subespécie de planta com flor pertencente à família Scrophulariaceae. 
A autoridade científica da subespécie é L., tendo sido publicada em Sp. Pl. 12 (1753).
Os seus nomes comuns são verónica-folhas-de-tomilho ou verónica-mimosa.

## Portugal
Trata-se de uma subespécie presente no território português, nomeadamente em Portugal Continental, no Arquipélago dos Açores e no Arquipélago da Madeira.
Em termos de naturalidade é nativa das três regiões atrás indicadas.

## Protecção
Não se encontra protegida por legislação portuguesa ou da Comunidade Europeia.